# Miss Europe 1952
Der Wettbewerb um die Miss Europe 1952 war der vierte, den die Mondial Events Organisation (MEO) durchführte (1951 fiel die Veranstaltung aus. Stattdessen gab es erstmals einen Wettbewerb eines rivalisierenden Komitees). Die MEO war von den Franzosen Roger Zeiler und Claude Berr ins Leben gerufen worden, hatte ihren Sitz in Paris und organisierte den Wettbewerb bis 2002.
Die Kandidatinnen waren in ihren Herkunftsländern von nationalen Organisationskomitees ausgewählt worden, die mit der MEO Lizenzverträge abgeschlossen hatten.

## Miss Europe 1952
Die Veranstaltung fand am 19. August 1952 im italienischen Neapel statt. Es gab 13 Bewerberinnen.
| Land                    | Schreibweise bei Pageantopolis   | Schreibweise in der Heimatsprache         | Teilnahme an weiteren Wettbewerben |
| ----------------------- | -------------------------------- | ----------------------------------------- | ---------------------------------- |
| Platzierungen           |                                  |                                           |                                    |
| 1. Türkei               | Günseli Basar                    | Günseli Başar                             |                                    |
| 2. Frankreich           | Nicole Drouin                    | Nicole Drouin                             | Miss World 1952: Platz 5           |
| 3. Griechenland         | Virginia Petimezaki              | Βιργινία Πετιμεζάκη (Virginia Petimezaki) |                                    |
| Weitere Teilnehmerinnen |                                  |                                           |                                    |
| Belgien                 | Anne-Marie Pauwels               | Anne-Marie Pauwels                        | Miss World 1952: disqualifiziert   |
| England                 | Judy Breen                       | Judy Breen                                |                                    |
| BR Deutschland          | Vera Marks                       | Vera Marks                                | Miss World 1952: Platz 3           |
| Finnland                | Eeva Maria Hellas                | Eva Hellas                                | Miss World 1952: Platz 4           |
| Holland                 | Elisabeth („Betty“) van Proosdij | Elisabeth („Bepie“) van Proosdij          |                                    |
| Irland                  | Eithne Dunne                     | Eithne Dunne                              | Miss World 1952                    |
| Italien                 | Stefania („Fanny“) Landini       | Fanny Landini                             |                                    |
| Schweden                | Anne Marie Tistler               | Anne Marie Tistler                        | Miss Universe 1952: Semifinale     |
| Schweiz                 | Sylvia Müller                    | Sylvia Müller                             | Miss World 1952: Platz 2           |

## Weitere Wettbewerbe und ihre Auswirkungen
Bis 1950 war Miss Europe der einzige internationale Schönheitswettbewerb. Dann kamen konkurrierende hinzu, obendrein mit weltweitem Anspruch:
- 1951 Miss World
- 1952 Miss Universe
- 1960 Miss International
- Außerdem gab es seit 1951 einen rivalisierenden europäischen Wettbewerb, durchgeführt vom Comité Officiel et International Miss Europe. Dies wurde 1950 von Jean Raibaut in Paris gegründet, der Sitz später nach Marseille verlegt. Die Siegerinnen trugen unterschiedliche Titel wie Miss Europa, Miss Europe oder auch Miss Europe International. Diese Veranstaltung wurde bis 2002 durchgeführt.[2]

So ist es nicht verwunderlich, dass von nun an nicht mehr ausschließlich die nationalen Siegerinnen an der Miss Europe teilnahmen, die von ihren Organisationen eher zur Miss World oder Miss Universe delegiert wurden. Bei Termin-Überschneidungen (oder auch systematisch) konnten stattdessen Vize-Missen oder Drittplatzierte entsendet werden, die heute kaum oder gar nicht bekannt sind.
Sie tauchen mitunter nur in Webseiten auf, die auf Schönheitswettbewerbe spezialisiert sind (wie zum Beispiel Pageantopolis, Missosology oder Lempimissit). So lässt sich aus unabhängigen Quellen nicht einmal der korrekte Name überprüfen.

## Wettbewerbe des „Comité Officiel et International Miss Europe“

### 1951
Er fand am 30. September 1951 in Palermo auf Sizilien statt. Es gab 7 Bewerberinnen. Bekannt wurden folgende Platzierungen:
- 1.  Schweiz: Jacqueline Genton[7] (aus La Tour-de-Peilz)
- 2.  Italien: Giovanna Mazzotti (aus Mailand), Kandidatin zur Miss Universe 1952
- 3. (unentschieden)  Frankreich: Monique Vallier (aus Constantine in Algerien)
- 3. (unentschieden)  Schweden: Elizabeth Mayerhoffer (aus Stockholm)

### 1952
Die Veranstaltung fand am 22. September 1952 im niederländischen Amsterdam statt. Es gab 10 Bewerberinnen. Bekannt wurden folgende Platzierungen:
- 1.  Großbritannien: Judy Breen, auch bei der Miss Europe 1952 (s. oben)
- 2.  Schweden: Anita Ekberg
- 3.  Holland: Elisabeth („Betty“ oder „Bepie“) van Proosdij, auch bei der Miss Europe 1952 (s. oben)
- 4. ?
- 5. ?
- 6.  Deutschland: Vera Marks, auch bei der Miss Europe 1952 (s. oben)